# Anton Reicha

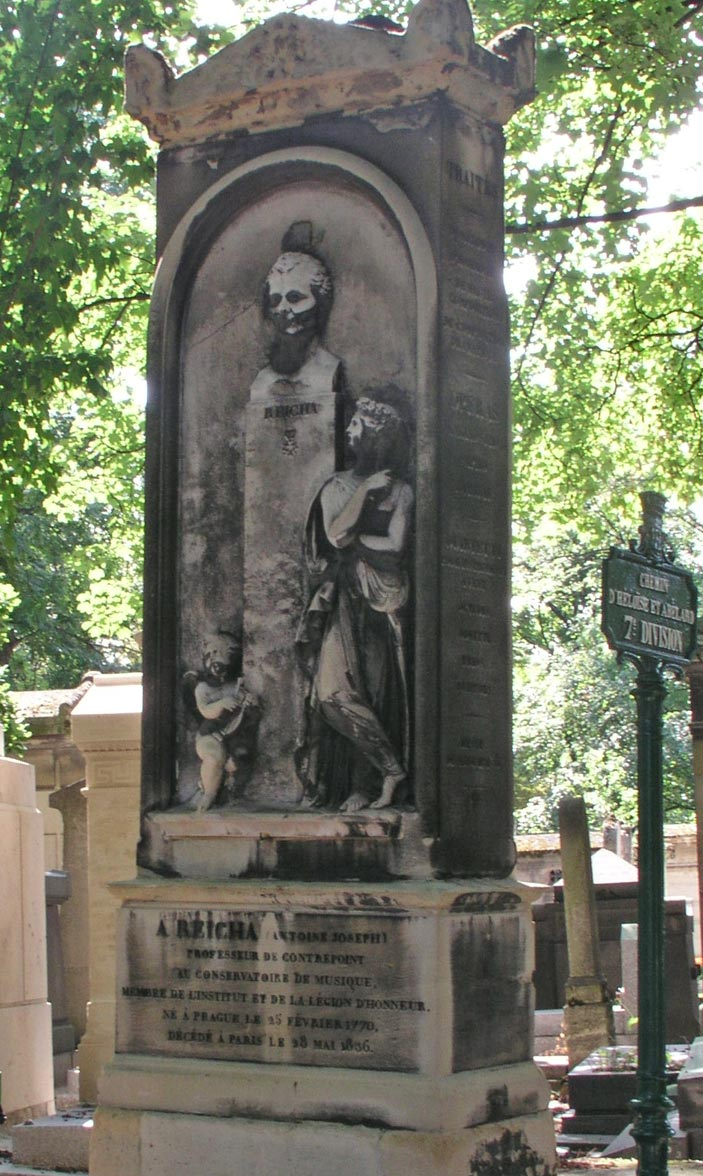
Gedenksteen voor Anton Reicha

Anton Reicha werd als Antonius Josephus Reicha in Praag in het in het Latijn gestelde doopregister ingeschreven. In Tsjechië wordt hij als Antonín Rejcha aangeduid, maar hij noemde zichzelf Anton Reicha, en na zijn vestiging in Parijs Antoine-Joseph Reicha) (Praag, 26 februari 1770 - Parijs, 28 mei 1836). Reicha was een Boheemse en later Franse componist. Als kind verloor hij zijn vader, en op 11-jarige leeftijd vluchtte hij weg van huis, eerst naar zijn grootvader in Klattau (Klatovy) en vervolgens naar een kinderloze oom Josef Reicha, hofkapelmeester in Wallerstein in Württemberg, die hem toen als kind adopteerde.

## Levensloop
Hij begon zijn loopbaan als musicus in 1785, toen hij met zijn oom toetrad tot het orkest van de Keulse keurvorst in Bonn. In 1790 werd hij hier als violist genoemd. Hij maakte er kennis met Ludwig van Beethoven, die eveneens lid was van het orkest. Reicha ondernam in deze tijd een studie aan de Universiteit van Bonn.
In 1794 vertrok Reicha naar Hamburg, omdat het muziekensemble van de keurvorst als gevolg van de verwikkelingen rond de Franse Revolutie was opgeheven. In Hamburg hield Reicha zijn hoofd boven water door het geven van privélessen. Zijn composities L'ermite en Obaldi wekten bij het publiek echter geen belangstelling. Eind 1799 vertrok hij naar Parijs, waar hij een twaalftal fuga's schreef en deze opdroeg aan de bestuurders van het Parijse conservatorium. Zijn pogingen om een aanstelling te verkrijgen slaagden niet.
Van 1802 tot 1808 woonde Reicha in Wenen, waar hij gelegenheidscomponist werd voor bruiloften en feestdagen. Hier nam hij contact op met Joseph Haydn en studeerde bij Johann Albrechtsberger en Antonio Salieri, bij wie hij zijn componeertechniek bijschaafde. Hij vergaarde enige opdrachten voor composities, die privé werden uitgevoerd. In totaal zou Reicha in zijn Weense periode meer dan vijftig werken componeren, grotendeels kamermuziek.
Reicha vertrok in 1808 definitief naar Parijs en behaalde er in 1810 met zijn opera Cagliostro enig succes. Toch vestigden vooral zijn instrumentale werken, met name zijn blaaskwintetten, zijn naam blijvend. Bovendien werd hij gewaardeerd als muziekpedagoog. In 1818 kreeg hij zijn gewenste betrekking aan de "École royale de Musique", het Parijse conservatorium.
Reicha trad in 1819 in het huwelijk met een Française en nam tien jaar later het Franse staatsburgerschap aan. In 1831 werd hij benoemd tot Ridder in het Franse Legioen van Eer en in 1835 volgde hij de directeur van het conservatorium op in diens lidmaatschap van het Institut de France. Behalve zijn composities hebben ook zijn werken over compositieleer en het pianospel betekenis. Tot zijn leerlingen behoorden de componisten Franz Liszt, Charles Gounod, Cesar Franck, Hector Berlioz, George Onslow en musicoloog Edmond de Coussemaker.

## Composities

### Werken voor orkest
- 1799-1800 Symfonie voor groot orkest in Es, opus 41
- 1803 Concerto, voor cello en orkest
- 1808 Symfonie no 3 in F
- 1824 Ouverture, voor orkest in D
- Sinfonia concertante, voor fluit, viool en orkest in G

### Werken voor harmonieorkest
- 1835 Musique pour célébrer la Mémoire des Grands Hommes et des Grands Evénements de la Republique Française, voor 3 piccolo's, 6 hobo's, 6 klarinetten, 6 fagotten, 6 hoorns, 6 trompetten, 3 contrabassen, 6 kleine trommen en 4 kleine veldkanonnen.
  1. Adagio et Allegro
  2. Adagio
  3. Marche funèbre
  4. Un poco presto
- Sonatine und Fuge

### Missen en geestelijke muziek
- 1808 Missa pro defunctis, voor sopraan, alt, tenor, bas, gemengd koor en orkest
- 1802-1808 Gioas re di Giuda, oratorium
- 1825 Te Deum, voor solisten, gemengd koor en orkest met orgel

### Muziektheater

#### Opera's
| Voltooid in | titel                                                         | aktes                | première                                  | libretto                                                    |
| ----------- | ------------------------------------------------------------- | -------------------- | ----------------------------------------- | ----------------------------------------------------------- |
| 1786-1794   | Scène uit Armide (eigenlijk: Alceste?)                        | 1 akte               |                                           | Raniero de Calzabigi                                        |
| 1794-1799   | Der Eremit auf Formentera                                     | 2 aktes              | om 1794-1799, Hamburg                     | August von Kotzebue                                         |
| 1794-1799   | Obaldi ou Les Français en Egypte                              | 2 aktes              | Hamburg, om 1794-1799                     |                                                             |
| 1794-1798   | Amor der Joujou-Spieler                                       |                      | 1794-1798                                 |                                                             |
| 1794-1799   | Rosalia                                                       | 1 akte               | Hamburg, om 1794-1799                     |                                                             |
| 1800        | L'Ouragan                                                     | 3 aktes              | Parijs, om 1800 (privéuitvoeringen)       | Jean-Henri Guy                                              |
| 1800        | Télémaque                                                     | 3 aktes (onvoltooid) | Parijs, om 1800                           | Anne-Pierre-Jacques Devismes du Valgay                      |
| 1802        | Argene regina di Granata                                      | 2 aktes              | Wenen, om 1802, (privéuitvoeringen)       | Giambattista Casti                                          |
| 1808-1810   | Cagliostro ou La Seduction (ook: Cagliostro ou Les Illuminés) | 3 aktes              | 27 november 1810, Parijs, Théâtre Feydeau | Jacques-Antoine Révéroni de Saint Cyr en Emmanuel Dupaty    |
| 1808-1809   | Bégri ou Le Chanteur à Constantinople                         | 1 akte               | Parijs, naar 1808/1809                    |                                                             |
| 1810-1812   | Natalie ou La Famille russe                                   | 3 aktes              | 30 juli 1816, Parijs, Opéra               | Jean-Henri Guy                                              |
| 1815-1816   | Gusman d'Alfarache                                            | 2 aktes              | Parijs, 1816                              | niet bekend, vermoedelijk Eugène Scribe en Jean-Henri Dupin |
| 1821-1822   | Philoctète                                                    | 2 aktes              | Parijs, om 1822                           | niet bekende librettist naar Sophocles                      |
| 1822        | Sapho                                                         | 3 aktes              | 16 december 1822, Parijs, Opéra           | Hippolyte Cournol en Adolphe Joseph Simonis Emois           |
|             | Olinde et Sophronie                                           |                      |                                           |                                                             |
|             | Godefroid de Montfort                                         |                      |                                           |                                                             |

### Kamermuziek
- 1796-1798 Variaties voor 2 fluiten, opus 20
- 1796-1798 3 Romances voor fluit, opus 21
- 1796-1798 Trio voor 3 fluiten in D, opus 26
- 1807 Kwintet voor cello en strijkkwartet in E
- 1810-1820 12 Trio's voor 2 hoorns en cello, opus 93
- 1815 24 Trio's voor hoorns, opus 82
- 1817 Octet voor hobo, klarinet, hoorn, fagot, 2 violen, altviool, cello en contrabas (ad libitum), opus 96
- 1817 Andante voor althobo en blaaskwartet nr. 1 in Es
- 1817-1819 Andante voor althobo en blaaskwartet nr. 2 in F
- 1819 Adagio voor althobo en blaaskwintet
- 1820 Kwintet voor klarinet en strijkkwartet in B, opus 89
- 1821-1826 Kwintet voor hobo of klarinet en strijkkwartet in F, opus 107
- 1824-1826 Kwintet voor fluit en strijkkwartet in A, opus 105
- 1824-1826 Kwintet voor hoorn en strijkkwartet in Es (contrabas ad libitum), opus 106
- 6 Kwintetten voor blaaskwintet, opus 88
- 6 Kwintetten voor blaaskwintet, opus 91
- 6 Kwintetten voor blaaskwintet, opus 99
- 6 Kwintetten voor blaaskwintet, opus 100
- Kwintetten voor blazers, zonder opusnummer